# هلی هانسن
هلی هانسن (انگلیسی: Helly Hansen) شرکت پوشاک نروژی است، که در سال ۱۸۷۷ تأسیس شد.